# Caso Metallica contra Napster, Inc
El Caso Metallica contra Napster fue un proceso judicial  iniciado el 13 de abril de 2000. Una demanda de la banda estadounidense Metallica contra la distribución de su música en línea de Napster, una de las primeras, de una serie de demandas que finalmente llevaron al cierre del servicio.
La jueza del caso fue Marilyn Hall Patel.

## Contexto
Metallica es una banda estadounidense de heavy metal formada en 1981 en Los Ángeles por el vocalista y guitarrista James Hetfield, el bajista Kirk Hammett y el baterista Lars Ulrich, y ha estado radicada en San Francisco durante la mayor parte de su carrera.
La empresa Napster era un servicio de distribución de archivos de música (en formato MP3), fue la primera gran red P2P de intercambio creado por Sean Parker, Jordan Ritter y Shawn Fanning, que tenían unos 20 años cuando se constituyó como empresa en 1999.
El caso comenzó cuando el baterista Lars Ulrich expuso su testimonio ante el Comité Judicial del Senado de Estados Unidos. En el juicio, Ulrich afirmó que escuchó en la radio la canción "I Disappear", grabada como banda sonora de la película Misión: Imposible 2, aunque en ese momento aún no se había publicado oficialmente.
La banda contrata a una empresa de consultoría en línea, que consiguió identificar más de 335.000 nombres de usuarios de las personas que habían intercambiado su música y pidió a Napster que les bloqueara. La banda también demandó inicialmente a tres universidades que permitían a los estudiantes utilizar Napster, acusándolas de contribuir a la piratería de derechos de autor. La Universidad de Yale, la Universidad del Sur de California (USC) y la Universidad de Indiana, las tres se retractaron y bloquearon o restringieron drásticamente el uso del software en la universidad.

## Sentencia
Finalmente la corte encontró a Napster culpable de infracción de derechos de autor. 
Lawrence Lessig, en su libro Cultura Libre (Free Culture), escribe que la decisión del tribunal, que consideró que el 99,4% no era suficiente, demuestra que se trata de “una guerra no tanto por los derechos de autor sino contra las tecnologías de intercambio de archivos.
El vocero de Metallica Ulrich contra Napster se terminó volviendo amigo del cofundador de Napster Sean Parker y actual inversionista de Spotify.